# Grovare församling
Grovare församling var en församling i Skara stift och i Ulricehamns kommun. Församlingen uppgick 1989 i Fänneslunda församling.

## Administrativ historik
Församlingen har medeltida ursprung.  
Församlingen var till 1989 annexförsamling i pastoratet (Södra) Ving, Härna, Fänneslunda och Grovare som till 1548 även omfattade Töve församling och från 1962 Varnums församling. Församlingen uppgick 1989 i Fänneslunda församling.

## Kyrkor
Från 1874 användes Fänneslunda-Grovare kyrka som sockenkyrka.